# Pulseman
Pulseman (パルス マン) es un videojuego de plataformas de acción desarrollado por Game Freak y publicado por Sega para la Mega Drive en 1994. El juego fue lanzado en formato cartucho solo en Japón, con la versión norteamericana siendo lanzada a través del Sega Channel exclusivamente. Pulseman fue relanzado en todo el mundo para la Consola Virtual de la Wii de Nintendo.

## Historia
En el siglo 22, el notado científico e ingeniero en computación Doc. Yoshiyama había logrado crear la inteligencia artificial más avanzada del mundo. Llamando a su creación "C-Life" y a la cual le creó conciencia, pensamientos y sentimiento. Sin embargo, pronto se enamoró con esta C-girl por lo cual quiso estar con ella lo más cerca posible, por lo que se digitalizo y se subió a sí mismo en su ordenador central, donde los dos "hicieron el amor" por la combinación de su ADN y con la su programa . El resultado final de su amor fue el nacimiento de un medio humano, medio C-boy llamado "Pulseman". Pulseman era el único que no tenía necesidad de permanecer dentro de una computadora para sobrevivir, y además tenía el poder para canalizar la electricidad a través de su cuerpo, utilizando como arma y como un medio de transporte rápido a través del poder del "Voltteccer".
Por desgracia, habiendo vivido en el mundo de la informática durante tanto tiempo, la mente del Doc. Yoshiyama, se fue corrompiendo y tras un tiempo, logró desarrollar un cuerpo artificial para regresar al mundo físico, como el malvado Doctor Waruyama. El Doc. Waruyama fundó la Galaxy Gang, fomentando la difusión de una nueva ola de ciberterrorismo en todo el mundo, y Pulseman debe luchar contra su propio padre y poner fin a su banda por la libertad del mundo.

## Personajes

### Pulseman
El héroe principal del juego. Pulseman es un adolescente nacido de un padre humano y un C-madre de la vida, lo que le concede los poderes de ambos mundos. De su padre, él puede sobrevivir fuera de las terminales de computadora y vagar por el mundo humano, y de su madre que tiene el poder de la electricidad. Se puede cortar con la electricidad de sus manos, y recoger la corriente electricidad del aire para dispararla y en el aire utilizar su poderoso "Voltteccer" ( tacleada de truenos ) , donde se transforma en una bola de electricidad y de rebote a través de las paredes como un pinball. También es muy ágil y acrobático, y puede atacar con poderosas patadas. Su debilidad principal es el agua, que cortocircuita sus poderes

### Beatrice
Una Chica C-Life que una vez fue mantenida cautiva por la Galaxy Gang hasta que Pulseman la liberó. Pronto se convirtió en su novia y apoyo en su búsqueda para detener al Doc. Waruyama. Ella aparece en la pantalla de selección de escena para informarte de los niveles a los que puedes acceder, y también aparece durante el juego para informarle de los peligros en los niveles. Ella tiene el pelo erizado color rosa y un vestido rojo y blanco, con medias de color negro. El apodo que Pulseman le dio es Rice ( arroz ), el cual pronuncia "Ree-chay".

### Lisa Hartfield
Un periodista estrella de Tokio; Lisa cuenta constantemente la historia de Pulseman. Ella tiene el pelo largo hasta los hombros color rojo y usa un traje formal rojo. Ella solo aparece durante el final de las escenas e inconsciente en el fondo de la primera etapa en la sección de estudio de televisión

### Veil
Un misterioso C-Life cuya única lealtad es para Doc Waruyama. Veil luce como Pulseman pero de color violeta oscuro y rojo, con grandes alas en la espalda y "cuernos" que sobresalía de su visor. Él tiene todos los poderes de Pulseman, como si se tratara de un gemelo malvado. Él es el jefe del nivel 5.

### Doc. Waruyama
Una vez conocido como Doc. Yoshiyama, Doc. Waruyama fue torcido y corrompido por su sistema informático que subió el mismo para estar con el único amor de su vida. Dirige la Galaxy Gang para destruir el mundo cibernético, y reaparece varias veces durante el juego, donde Pulseman lucha contra él como un jefe.

## Desarrollo
Cuando se anunció por primera vez, Pulseman fue originalmente llamado Spark (chispas). Muchos de los miembros del personal que trabajó en Pulseman más tarde trabajó en la serie de Pokémon, incluyendo al director Ken Sugimori y el compositor Junichi Masuda.